# Ausbanc
La Asociación de Usuarios de Servicios Bancarios (Ausbanc), con sede en Madrid, se constituyó el 15 de noviembre de 1986, al amparo del artículo 22 de la Constitución Española e Inscrita en el Registro Nacional de Asociaciones del Ministerio del Interior con el número 71.154. En 2014 fue expulsada del Registro Estatal de Asociaciones de Consumidores por falta de transparencia e independencia tras una denuncia del BBVA.

## Ámbito geográfico de Ausbanc
Tenía presencia a través de su red internacional en Argentina, Brasil, Bolivia, Costa Rica, Colombia, Ecuador, El Salvador, Estados Unidos, México, Panamá, Perú, Portugal, el Reino Unido, Uruguay y Venezuela.[cita requerida]

## Acciones
Ausbanc denunció judicialmente el redondeo al alza en los préstamos hipotecarios a tipo variable, que fue prohibido por una ley en 2003 tras sucesivas demandas judiciales de esta Asociación.
Tras una denuncia de Ausbanc, los tribunales españoles ordenaron el cierre para personas físicas del Registro de Aceptaciones Impagadas (RAI).

### Fraude de la cláusula suelo en España
El Tribunal Supremo dictó el 9 de mayo de 2013 una sentencia, en la que se condenó a la inclusión de la cláusula suelo en los contratos hipotecarios de BBVA, Caixa Galicia y Cajamar.

## Controversias
En el año 2007, la Audiencia Nacional expulsó a Ausbanc de la acusación popular en las causas penales abiertas a las filatélicas Fórum y Afinsa por un supuesto «fraude procesal», aunque dicha organización siguió defendiendo como acusación articular colectivamente a más de 1.500 afectados por el cierre de ambas filatélicas.
La Brigada de Delincuencia Económica de la UDEF, por orden de la Audiencia Nacional, investigó a la Asociación de Usuarios de Servicios Bancarios Ausbanc, por extorsionar a diversas entidades financieras y empresas, entre ellas a Crédit Services, Caja Madrid-Bankia, Sabadell, Volkswagen, CaixaBank, Banco Santander y BBVA. El 18 de abril de 2016, el juez Santiago Pedraz decidió enviar a prisión al presidente de Ausbanc, Luis Pineda, junto al líder de Manos Limpias, Miguel Bernad, imputados «por extorsión, amenazas y organización criminal».
En diciembre de 2017, en su escrito de acusación, la Fiscalía solicitó penas de cárcel para los once acusados en esta causa y la disolución de todas las sociedades del grupo Ausbanc y de Manos Limpias, por los delitos de estafa, blanqueo, extorsión, amenazas, administración desleal, fraude en las subvenciones y pertenencia a organización criminal. En concreto, solicitó 118 años y 5 meses de prisión para Luis Pineda, además de 300.000 euros por un delito contra la Hacienda Pública y una multa de 10 millones de euros por blanqueo; 21 años y 11 meses de cárcel para su mujer, María Teresa Cuadrado; 66 años y 10 meses para la directora de los servicios jurídicos, María Manuela Mateo; 60 años para la encargada del departamento de publicidad, María Isabel Medrano; 51 años y 10 meses para la responsable de eventos, Rosa Isabel Aparicio; 37 años y 5 meses para el extesorero Alfonso Gil Solé; 32 años y 5 meses para el director adjunto, Ángel Garay; y 18 años y 11 meses para el director de comunicación Hermenegildo García.
Tras el juicio en la Audiencia Nacional, y la correspondiente apelación en el Tribunal Supremo, todos los acusados fueron absueltos. 